# Hohenbrücker Mühle

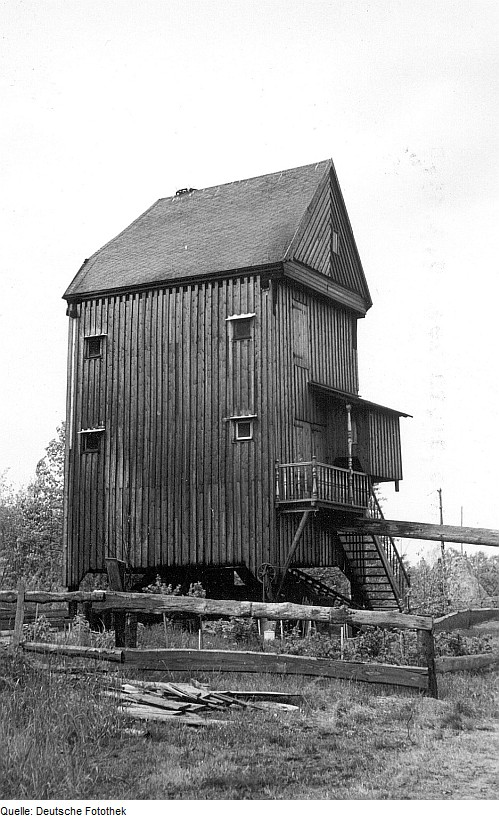
Hohenbrücker Mühle, 1977

Die Hohenbrücker Mühle ist eine Bockwindmühle im zur Gemeinde Märkische Heide gehörenden Dorf Hohenbrück in Brandenburg.
Die unter Denkmalschutz stehende Mühle wurde im Jahr 1753 erbaut. Mitte der 1990er Jahre wurde die sanierungsbedürftige Mühle von neuen Eigentümern erworben und zu Wohnzwecken umgebaut. Das Flügelkreuz mit Türenzeug wurde 1997 erneuert. Von den ursprünglich in der Mühle vorhandenen zwei Mahlgängen ist der größere samt Mahlsteinen erhalten.